# José de Vasconcelos e Sousa Caminha da Câmara Faro e Veiga
José de Vasconcelos e Sousa Caminha da Câmara Faro e Veiga (Lisboa, São José, 10 de Agosto de 1706 - Lisboa, São José, 22 de Abril de 1769), 1.º marquês de Castelo Melhor.
Exerceu o cargo de 14.º capitão do donatário da ilha de Santa Maria, nos Açores, de 1734 a 1801 e da Capitania do Funchal, ilha da Madeira. Foi precedido no cargo por Afonso de Vasconcelos e Sousa Cunha Câmara Faro e Veiga, 5.º conde da Calheta. Foi seguido por António José de Vasconcelos e Sousa da  Câmara Caminha Faro e Veiga, 6.º conde da Calheta e 2.º marquês de Castelo Melhor.
Foi o último capitão do donatário de Santa Maria antes de ser criada a Capitania Geral dos Açores em 1766. A partir desta data o cargo de Capitão do donatário passou a ser meramente honorário, mantendo no entanto os respectivos rendimentos.
Foi também Reposteiro-mor da Casa Real, e foi Senhor da Ponta do Sol, de Câmara de Lobos e Calheta, também na Madeira. Foi Senhor das vilas de Almendra, Castelo Melhor, Valhelhas, Gonçalo e Famalicão e dos morgadios de Moura Santa e Roufe. Foi Senhor donatário das Saboarias de Coimbra, Lamego, Viseu, Guarda, Pinhel e das Conquistas do Ultramar e Comendador de Pombal, Redinha, Facha e Salvaterra do Extremo na Ordem de Cristo.

## Relações familiares
Foi filho de Afonso de Vasconcelos e Sousa Cunha Câmara Faro e Veiga, 5º conde de Calheta (17 de Janeiro de 1664 -?) e de Emilie Sophronie Pelagie de Rohan (1678 -?). Casou em Lisboa, em São João da Praça (extinta), no Palácio dos Marqueses de Angeja em 20 de Junho de 1728 com D. Maria Rosa Quitéria de Noronha (8 de Setembro de 1715 -?), de quem teve:
1. Luísa Teresa de Vasconcelos e Sousa (29 de Maio de 1730). Foi com o nome de Maria de São José freira no Convento das Carmelitas Descalças de Santo Alberto de Lisboa.
2. Afonso Honorato José Xavier Gregório Baltazar de Vasconcelos e Sousa (22 de Outubro de 1733 -?).
3. Pelágia Sinfrónia Maria Josefa Tomásia Ana Mónica Francisca Gaspar de Vasconcelos e Sousa (17 de Setembro de 1736 -?).
4. António José de Vasconcelos e Sousa da Câmara Caminha Faro e Veiga, 2º marquês de Castelo Melhor (15 de Fevereiro de 1738 -?) casou com D. Mariana de Assis Mascarenhas.
5. José Luis de Vasconcelos e Sousa (26 de Setembro de 1740 -?) casou com D. Maria Rita de Castelo Branco Correia da Cunha, 1ª marquesa de Belas.
6. Luís de Vasconcelos e Sousa, 4º conde de Figueiró (1 de Novembro de 1742 -?)
7. Maria de Vasconcelos e Sousa Foi freira no Convento das Carmelitas Descalças de Santo Alberto de Lisboa.
8. Joaquim de Vasconcelos e Sousa (20 de Setembro de 1746 -?).
9. Mariana Josefa Joaquina Mónica Teresa Coleta de Vasconcelos e Sousa (6 de Março de 1750 -?) Casou com D. José Luís Mascarenhas, 5º marquês de Fronteira.